# Premier Rides
Premier Rides est une entreprise américaine de construction d'attractions et de montagnes russes. Jim Seay en est le directeur général depuis 1996.
La compagnie est la première à avoir utilisé le système de propulsion des moteurs linéaires à induction (LIM) sur leur montagnes russes. 

## Histoire
Premiere Rides a été fondé en 1994 par Peter R. Schnabel, qui est aussi à l'origine de l'entreprise Intamin.

## Production
La compagnie possède un large catalogue de produits comprenant plusieurs types de montagnes russes mais aussi des bûches, des tours de chute, des tours d'observation, des parcours de karting.

### Liste sélective de montagnes russes de la société
| Nom                           | Modèle                           | Localisation                | Année d'ouverture | Photo |
| ----------------------------- | -------------------------------- | --------------------------- | ----------------- | ----- |
| Flight of Fear                | LIM Catapult Coaster             | Kings Dominion              | 1996              |       |
| Flight of Fear                | LIM Catapult Coaster             | Kings Island                | 1996              |       |
| Runaway Mountain              | Montagnes russes en métal        | Six Flags Over Texas        | 1996              |       |
| Batman and Robin: The Chiller | Dueling LIM Shuttle Loop Coaster | Six Flags Great Adventure   | 1998              |       |
| Mr. Freeze                    | Diving LIM Shuttle Loop Coaster  | Six Flags Over Texas        | 1998              |       |
| Mr. Freeze                    | Diving LIM Shuttle Loop Coaster  | Six Flags St. Louis         | 1998              |       |
| The Joker's Jinx              | LIM Catapult Coaster             | Six Flags America           | 1999              |       |
| Poltergeist                   | LIM Catapult Coaster             | Six Flags Fiesta Texas      | 1999              |       |
| Vonkaputous                   | Montagnes russes aquatiques      | Linnanmäki                  | 2001              |       |
| Revenge of the Mummy          | LIM Dark Coaster                 | Universal Studios Florida   | 2004              |       |
| Revenge of the Mummy          | LIM Dark Coaster                 | Universal Studios Hollywood | 2004              |       |
| Revenge of the Mummy          | LIM Dark Coaster                 | Universal Studios Singapore | 2010              |       |
| Backlot Stunt Coaster         | LIM Terrain Following Coaster    | Canada's Wonderland         | 2005              |       |
| Backlot Stunt Coaster         | LIM Terrain Following Coaster    | Kings Island                | 2005              |       |
| Backlot Stunt Coaster         | LIM Terrain Following Coaster    | Kings Dominion              | 2006              |       |
| Crazy Cobra                   | LIM Catapult Coaster             | Discoveryland               | 2006              |       |
| Maximum RPM!                  | Montagnes russes en métal        | Freestyle Music Park        | 2008              |       |
| Sky Rocket                    | LSM Catapult Coaster             | Kennywood                   | 2010              |       |
| Full Throttle                 | LSM Catapult Coaster             | Six Flags Magic Mountain    | 2013              |       |
| Sky Scream                    | LSM Catapult Coaster             | Holiday Park                | 2014              |       |